# Visions of Mana
Visions of Mana — action/RPG разработанная Ouka Studios и изданная Square Enix для консолей PlayStation 4/5, Xbox Series X/S, а также Windows. Пятая номерная часть серии Mana.
Разработка Visions of Mana началась в 2020 году, в состав команды вошли несколько ветеранов серии, включая продюсера Масару Оямаду, художника Хаккана, композиторов Хироки Кикуту, Цуёси Сэкито и Рё Ямазаки, а также создателя серии Коити Исии, который курировал дизайн монстров. Геймплей и дизайн мира были навеяны ранними играми франшизы. Релиз игры состоялся 29 августа 2024 года.

## Игровой процесс
Visions of Mana представляет собой action/RPG, в которой игрок берут на себя роль Вэла, Стража Душ (Val, a Soul Guard), путешествующего вместе со своими товарищами к Древу Маны. Действие происходит в условно открытом мире (несколько больших областей соединены между собой), где игрок может свободно перемещаться между городами. Отряд включает трёх персонажей и игрок может свободно переключаться между ними, каждый из главных героев обладает своими уникальными навыками и оружием. В игре присутствуют различные боевые классы, которые можно открыть, приобретая предметы, называемые Сосудами Духа, и которые можно свободно комбинировать, получая доступ к новым способностям и мощным атакам, называемым классовыми ударами (Class Strikes).

## Разработка
Концепция новой части Mana была предложена Масару Оямадой, который занимал должность продюсера франшизы с 2014 года, выпустив Rise of Mana. Оямада знал, что среди фанатов нет единого мнения по поводу того, какую из классических игр брать за образец Secret of Mana (1993) или Trials of Mana (1995). Чтобы получить обратную связь от сообщества, Оямада выступил руководителем нескольких ремейков и ремастеров старых игр. Однако, он всё же колебался по поводу целесообразности выпуска новой части, так как последняя из основных игр серии — Dawn of Mana — была выпущена слишком давно. Тем не менее положительные отзывы о ремейке Trials of Mana сыграли ключевую роль в решении о возрождении серии. Работа над Visions of Mana началась в 2020 году.
За разработку отвечала Ouka Studios, японско-китайское подразделение NetEase, возглавляемое Тэцуей Акацукой. Оямада, который был знаком с Акацукой, связался с Ouka Studios, чтобы разработать концепцию проекта. Рёсукэ Ёсида из Ouka Studios и Кэндзи Одзава выступили дополнительными руководителями; Ёсида работал над элементами игрового процесса, в то время как Одзава руководил дизайном мира и сюжетом. Музыка была написана Хироки Кикутой, Цуёси Секито и Рё Ямадзаки, композиторами которые в разные годы работали над сундтрекам к предыдущим играм Mana.
Игровой процесс должен был сочетать в себе устоявшиеся элементы жанра action/RPG с различными механиками, характерными для преквела игры — Dawn of Mana. Разработчики хотели предоставить игрокам бо́льшую свободу в исследовании, которой так не хватало в Trials of Mana. Во время раннего тестирования, когда стали очевидны «вертикальные» возможности боя, команда решила добавить духовные силы стихий (spirit powers). Их финальные версии выбирались исходя из того, насколько увлекательным будет их использование для игроков. Оямада рассматривал возможность создания многопользовательского режима, однако от этой идеи отказались из-за ее потенциального влияния на продвижение игрока по миру и сюжету.
Главные герои были разработаны Хакканом, который работал над редизайном персонажей для недавних ремейков манги. Созданием монстров занималась Айри Ёсиока, которая работала над несколькими играми серии, включая Dawn of Mana. Создатель серии Коити Исии, чьей последней работой во франшизе была Heroes of Mana (2007), вернулся, чтобы курировать редизайн классических монстров. Помимо этого Исии выступил создателем собаки-маунта Пикуля. Описывая подход к визуальным эффектам, Оямада сказал, что студия создала художественный стиль, который отражает многочисленные особенности серии Mana, сознательно менявшей визуальное оформление и игровой процесс на протяжении всего своего существования. Дизайн открытых пространств был призван воссоздать иллюстрации, созданные Хироо Исоно для более ранних частей франшизы. Множество визуальных и стилистических элементов были заимствованы из других игр серии, таких как Legend of Mana.

## Выпуск
Разработка новой номерной части Mana была подтверждена во время прямой трансляции, посвященной 30-летию серии. Официальный анонс состоялся на церемонии Game Awards в декабре 2023 года. Название игры, предложенное американскими локализаторами, было отсылкой к различным точкам зрения ключевых персонажей на события в игре. Так совпало, что в нем также фигурировала цифра пять. Расширенный вариант названия был представлен в январе 2024 года на Xbox Developer Direct. 30 июля была выпущена демоверсия игры, при переносе сохранений из которой игроки могли получить бонусное оружие в полной версии проекта. Релиз игры состоялся 29 августа 2024 года на консолях PlayStation 4, PlayStation 5, Xbox Series X/S, а также Microsoft Windows. Помимо стандартного издания игры была выпущена специальная версия с бонусным контентом, включающим внутриигровые костюмы и музыку из предыдущих игр франшизы.
На успеха игры Black Myth: Wukong китайские компании Tencent и NetEase решили пересмотреть свои инвестиции в японские игровые студии. Решение связано с тем, что японские разработчики так и не принесли им крупных хитов. Руководство NetEase приняло решение закрыть студию Ouka несмотря на приемущественно хорошие отзывы в прессе, которые получила Visions of Mana. По данным Bloomberg японские разработчики предпочитают маленькие проекты с минимальным финансовым риском, в то время как китайские инвесторы хотят от них крупных франшиз. В связи с этим Tencent и NetEase планируют снова вернуться на домашний рынок, который до выхода Black Myth: Wukong не имел известных премиальных игр.

## Отзывы
| Сводный рейтинг       | Сводный рейтинг        |
| Агрегатор             | Оценка                 |
| --------------------- | ---------------------- |
| Metacritic            | PS5: 75/100 PC: 75/100 |
| Иноязычные издания    |                        |
| Издание               | Оценка                 |
| Edge                  | 6/10                   |
| Famitsu               | 34/40                  |
| GameSpot              | 5/10                   |
| GamesRadar+           | 2,5/5                  |
| IGN                   | 8/10                   |
| RPGamer               | 4,5/5                  |
| RPGFan                | 87%                    |
| RPG Site              | 8/10                   |
| Русскоязычные издания |                        |
| Издание               | Оценка                 |
| GameMAG.ru            | 8/10                   |

По данным агрегатора рецензий Metacritic версия игры для PlayStation 5 получила «в целом положительные» отзывы, а версия для ПК «смешанные или средние».
Обозреватель RPGamer Луис Маурисио высоко оценил сюжет и проделанную работу актёров озвучки, похвалив отсылки к более ранним играм серии (ориентированность на ветеранов) и дружелюбность игры к новичкам. Ник Рэнсботтом из IGN охарактеризовал стиль повествования как приятный и простой, несмотря на нагромождение сюжетных веток ближе к финалу игры, он также похвалил игру актёров и остался доволен концовкой. Каллен Блэк из RPG Site был разочарован традиционным подходом к нарративу, однако похвалил несколько удачных сюжетных поворотов и работу актёров озвучки. Один из рецензентов японского игрового журнала Famitsu отметил, что основная сюжетная линия растрогала его до слез. Иззи Парсонс из RPGFan отметила уникальную концепцию, связанную с жертвоприношением, и похвалила проработанность мира и персонажей, однако сочла сюжет слишком детским. Отэм Райт из GamesRadar+ посетовал на неоригинальность повествования и отсутствие интересных персонажей. Имран Хан из GameSpot был разочарован отсутствием в сюжете глубины и карикатурность главных героев, а также отметил отсутствие динамики в поздней части игры. Обозреватель GameMag похвалил драматичную историю, хорошо проработанных персонажами, красивую графику и дружелюбный подход к игроку, однако посетовал на слишком пустой открытый мир.